# Nitroso

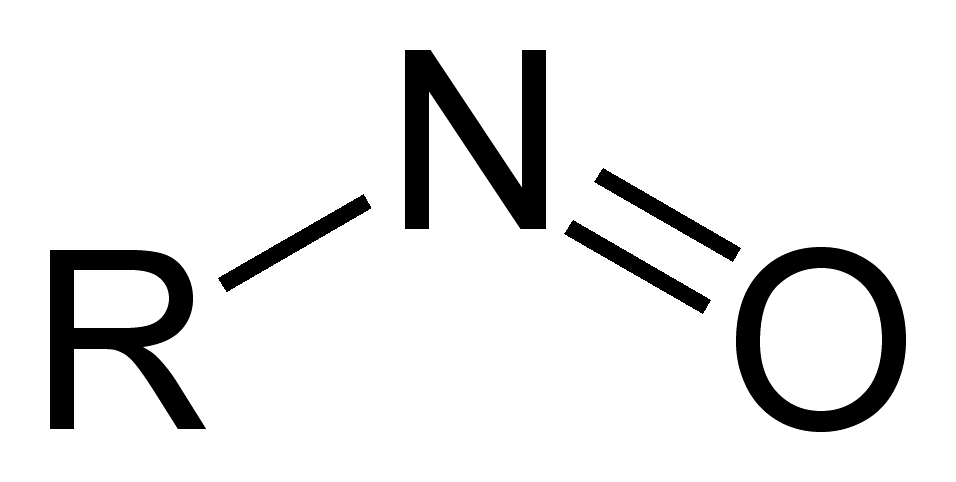
Estructura general de un compuesto nitroso.

En química orgánica, nitroso se refiere a un grupo funcional que tiene la fórmula general RNO. Los compuestos nitroso pueden ser preparados por reducción de nitroderivados, o por la oxidación de las hidroxilaminas. Un buen ejemplo es el (CH3)3CNO, conocido formalmente como 2-metil-2-nitrosopropano, o t-BuNO, que es preparado por la siguiente secuencia:
(CH3)3CNH2 → (CH3)3CNO2 (KMnO4 ; H2O ; 55 °C)
(CH3)3CNO2 → (CH3)3CNHOH (amalgama de Al ; agua ; Et2O)
(CH3)3CNHOH → (CH3)3CNO (hipobromito de sodio ; agua ; -20 °C a 25 °C)
El (CH3)3CNO es azul y existe en solución en equilibrio con su dímero, que es incoloro, punto de fusión: 80 − 81 °C.
En el rearreglo de Fischer-Hepp, las 4-nitrosoanilinas aromáticas son preparadas a partir de la correspondiente nitrosamina. Otra reacción que involucra un compuesto nitroso es la reacción de Barton.